# عائلة كوتش
العائلة التركية للأعمال التجارية كوتش هي عائلة تأسست على يد وهبي كوتش، واحدة من أغنى الأشخاص الذين صنعوا ثرواتهم بأنفسهم في تركيا. يدير أحفاده، الجيل الثالث من عائلة كوتش، حاليًا أكبر مجموعة شركات في تركيا، وهي شركة كوتش هولدينغ، الوحيدة من تركيا المدرجة في قائمة فورشن جلوبال 500. في عام 2016، تم تقدير ثروة العائلة بمبلغ 8 مليارات دولار أمريكي، مما يجعلهم أغنى عائلة في تركيا. ووفقًا لمراد برداكجي، يمكن تتبع نسبهم إلى حاجي بيرام ولي.

## أعضاء بارزون
ولد فيحبي كوتش في 20 يوليو 1901 في أنقرة وتوفي في 25 فبراير 1996 في إسطنبول. في عام 1926، تزوج من سدبرك، ابنة عمته. بدأ في التجارة في سن مبكرة جداً، وبنى شبكة واسعة من الشركات، وأسس كوتش هولدينغ في عام 1963. أصبح أغنى شخص في تركيا. خلفه ابنه رحمي مصطفى كوتش وثلاث بناته، سماحة وسيفجي وسونا.سماحة سيفيم كوتش، ولدت في عام 1928 في أنقرة، هي الابنة الأكبر لفيحبي كوتش. تخرجت من الكلية الأمريكية للبنات في إسطنبول قبل أن تدرس في معهد غوته في ألمانيا. كانت متزوجة من الدكتور نصرت أرسل من عام 1956 حتى وفاته في عام 2014. سماحة عضو في مجلس إدارة كوتش هولدينغ ومؤسسة كوتش. هي رئيسة مركز سماحة أرسل للتعليم والبحوث التمريضية. رحمي مصطفى كوتش (مولود في 1930 في أنقرة) حصل على درجة البكالوريوس من جامعة جونز هوبكنز في الولايات المتحدة، بعد تخرجه من كلية روبرت في إسطنبول. شغل مناصب إدارية مختلفة في شركات المجموعة، وفي عام 1984 تولى قيادة الإمبراطورية التجارية التي أسسها والده. تزوج رحمي من جيغدم ميسيريتشي أوغلو، ولكن الزوجين انفصلا في النهاية بعد ولادة ثلاثة أبناء. في عام 2003، قام بتحويل رئاسة الشركة إلى ابنه الأكبر مصطفى، وتولى لقب رئيس شرفي لشركة كوتش هولدينغ. مصطفى فيحبي كوتش، ولد في عام 1960 في إسطنبول، كان الابن الأكبر لرحمي كوتش. توفي في 21 يناير 2016 بعد إصابته بسكتة قلبية. حصل على تعليمه في الليسيوم ألبينوم زوز في سويسرا، وتخرج في عام 1984 من جامعة جورج واشنطن في الولايات المتحدة. بعد أن شغل مناصب مختلفة، تم تعيينه كرئيس لشركة كوتش هولدينغ في عام 2003. كان متزوجًا من كارولين جيرو، ابنة عائلة ليفانتية مشهورة من إزمير.
ولد محمد عمر كوتش في 24 مارس 1962 في أنقرة كثاني ابن لرحمي كوتش. تخرج من كلية روبرت في إسطنبول ومدرسة ميلفيلد في سومرست بالمملكة المتحدة. تلقى عمر تعليمه الأول في جامعة جورجتاون في واشنطن العاصمة، ثم حصل على درجة البكالوريوس والماجستير من جامعة كولومبيا في نيويورك. بعد العمل في عدة مناصب في شركات مجموعة كوتش، يشغل حاليًا منصب رئيس مجلس إدارة كوتش هولدينغ، بعد تعويضه لشقيقه مصطفى الذي توفي في عام  2016. علي يلدريم كوتش (مولود في 2 أبريل 1967 في إسطنبول) هو أصغر ابن رحمي كوتش. بعد انتهاء دراسته في المدرسة الثانوية في مدرسة هارو في لندن، حصل على درجة البكالوريوس في عام 1989 من جامعة رايس في هيوستن، تكساس، تلتها درجة الماجستير من جامعة هارفارد في عام 1997. بعد العمل في عدة شركات في الولايات المتحدة ومجموعة كوتش، أصبح الرئيس التنفيذي لمجموعة تكنولوجيا المعلومات في كوتش هولدينغ. تزوج مؤخرًا من نيفبهار دميراج. وهو رئيس نادي فنربخشة الرياضي التركي المنتخب. سيفجي كوتش ولدت في عام 1938 كثالث طفل لفهبي كوتش. تخرجت من الكلية الأمريكية للبنات في إسطنبول وتزوجت من إردوغان جونول، عضو في مجلس إدارة كوتش هولدينغ. كما تم تعيينها عضوًا في مجلس إدارة كوتش هولدينغ ومؤسسة فهبي كوتش. كانت سيفجي أيضًا رئيسة للجنة التنفيذية لمتحف سعدبرك هانم في إسطنبول، وكانت كاتبة في صحيفة هورييت التركية. توفيت في إسطنبول بسبب السرطان في 12 سبتمبر 2003، بعد وفاة زوجها بفترة قصيرة. سونا كوتش ولدت في عام 1941 وتوفيت في عام 2020. كانت الطفلة الرابعة لفهبي كوتش. تخرجت من الكلية الأمريكية للبنات في إسطنبول، ثم تعلمت في جامعة بوعزيزي، إسطنبول. كانت متزوجة من إينان كيراج، مسؤول تنفيذي كبير في مجموعة كوتش. لديهما طفل واحد. شغلت سونا مناصب مختلفة في الشركة، وعلى وجه الخصوص كنائبة للرئيس. كانت أيضًا عضوًا في مجالس مؤسسات ومؤسسات تعليمية مختلفة. نظرًا لمساهماتها في التعليم والصحة والخدمة الاجتماعية في تركيا، حصلت سونا على وسام الخدمة العليا من الرئيس الدولة سليمان دميرل في عام 1997. في عام 1999، منحتها مدرسة لندن للأعمال عضوية فخرية عن مساهماتها في القيادة في كوتش هولدينغ وفي مجال تعليم الأطفال في تركيا.

## أنظر أيضاً
• متحف بيرا.
• جامعة كوتش.